# 鳴尾浜出入口
鳴尾浜出入口（なるおはまでいりぐち）は、兵庫県西宮市鳴尾浜の阪神高速道路5号湾岸線の出入口。天保山（大阪市内・泉佐野・関西空港）方面のみ出入口のあるハーフIC。2011年12月31日まではここから先、神戸（六甲アイランド北・住吉浜）方面は料金が別料金だった。
2025年（令和7年）3月18日より入口料金所がETC専用になっている。

## 料金所

### 鳴尾浜料金所
- ブース数：2
  - ETC専用：1
  - サポート：1

## 周辺
- 兵庫県立総合体育館
- 武庫川団地

## 隣
阪神高速5号湾岸線
(5-07)尼崎末広出入口 － (5-08)鳴尾浜出入口 - (5-09)甲子園浜出入口